# Sabicea dewildemaniana
Sabicea dewildemaniana là một loài thực vật có hoa trong họ Thiến thảo. Loài này được Wernham miêu tả khoa học đầu tiên năm 1914.